# 郡主
郡主，始於中國晉朝，時皇女封為公主，並以郡為封邑，因此稱郡公主或簡稱郡主。自晉朝之後，郡主成為獨立的稱呼，郡公主不得再簡稱為郡主。

## 中國
- 唐朝：皇太子之女封為郡主。
- 宋朝：皇太子、诸王之女封為郡主。北宋政和三年（1113年），从蔡京之请，宋徽宗更公主號為帝姬，並改郡主號為宗姬，改县主號為族姬，但北宋亡後遂廢[1]。
- 明、清兩朝：親王之女封郡主[2][3]。

## 朝鮮半岛
- 朝鮮王朝：王世子嫡女封為郡主、庶女為縣主。

## 越南
在部份朝代，皇女不一定封公主，有些封郡主，甚至沒任何封爵。鄭主之女有封公主亦有封郡主。莫朝宗室女封郡上主。